# ایمن یونس

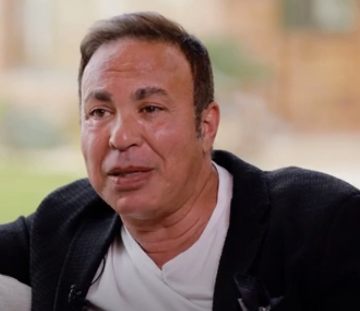
ایمن یونس در سال ۲۰۱۹

ایمن یونس (انگلیسی: Ayman Younes؛ زادهٔ ۲۰ فوریهٔ ۱۹۶۴) بازیکن فوتبال اهل مصر است.
از باشگاه‌هایی که در آن بازی کرده‌است می‌توان به باشگاه ورزشی زمالک اشاره کرد.
وی همچنین در تیم ملی فوتبال مصر بازی کرده‌است.